# Gran Premio de Lugano (contrarreloj)
El Gran Premio de Lugano es una antigua carrera ciclista contrarreloj disputada en Lugano de 1950 a 1979. El francés Jacques Anquetil se ha impuesto en siete ocasiones.
Desde 1981, una prueba en línea es organizada bajo el mismo nombre.

## Palmarés
| Año  | Ganador          | Segundo          | Tercero             |
| ---- | ---------------- | ---------------- | ------------------- |
| 1950 | Ferdi Kübler     | Fausto Coppi     | Hugo Koblet         |
| 1951 | Fausto Coppi     | Hugo Koblet      | Ferdi Kübler        |
| 1952 | Fausto Coppi     | Giancarlo Astrua | Louison Bobet       |
| 1953 | Jacques Anquetil | Pasquale Fornara | Ferdi Kübler        |
| 1954 | Jacques Anquetil | Pasquale Fornara | Isaac Vitré         |
| 1955 | Rolf Graf        | Aldo Moser       | Jean Brankart       |
| 1956 | Fausto Coppi     | Rolf Graf        | Albert Bouvet       |
| 1957 | Ercole Baldini   | Aldo Moser       | Fausto Coppi        |
| 1958 | Jacques Anquetil | Gérard Saint     | Gilbert Desmet      |
| 1959 | Jacques Anquetil | Ercole Baldini   | Alcide Vaucher      |
| 1960 | Jacques Anquetil | Gilbert Desmet   | Ercole Baldini      |
| 1961 | Jacques Anquetil | Rolf Graf        | Jan Hugens          |
| 1962 | Rolf Graf        | Ercole Baldini   | Ferdinand Bracke    |
| 1963 | Raymond Poulidor | Ferdinand Bracke | Jean-Claude Lebaube |
| 1964 | Ferdinand Bracke | Gianni Motta     | Rudi Altig          |
| 1965 | Jacques Anquetil | Gianni Motta     | Robert Hagmann      |
| 1966 | Vittorio Adorni  | Felice Gimondi   | Jacques Anquetil    |
| 1967 | Felice Gimondi   | Bernard Guyot    | Robert Hagmann      |
| 1968 | Eddy Merckx      | Felice Gimondi   | Rudi Altig          |
| 1969 | Rudi Altig       | Ole Ritter       | Herman Van Springel |
| 1970 | Ole Ritter       | Gösta Pettersson | Tomas Pettersson    |
| 1971 | Luis Ocaña       | Gösta Pettersson | Herman Van Springel |
| 1972 | Felice Gimondi   | Roger Swerts     | Ole Ritter          |
| 1973 | No se disputó    | No se disputó    | No se disputó       |
| 1974 | Ole Ritter       | Francesco Moser  | Roger De Vlaeminck  |
| 1975 | Roy Schuiten     | Francesco Moser  | Freddy Maertens     |
| 1976 | No se disputó    | No se disputó    | No se disputó       |
| 1977 | No se disputó    | No se disputó    | No se disputó       |
| 1978 | Joop Zoetemelk   | Francesco Moser  | Bernt Johansson     |
| 1979 | Michel Laurent   | Josef Fuchs      | Daniel Gisiger      |